# Cithaeron
Cithaeron is een spinnengeslacht uit de familie Cithaeronidae.

## Soorten
Het geslacht bevat de volgende soorten:
- Cithaeron contentum Jocqué & Russell-Smith, 2011[3]
- Cithaeron delimbatus Strand, 1906[4]
- Cithaeron indicus Platnick & Gajbe, 1994[5]
- Cithaeron jocqueorum Platnick, 1991[6]
- Cithaeron praedonius O. P.-Cambridge, 1872[1]
- Cithaeron reimoseri Platnick, 1991[6]